# Amateur Athletic Union

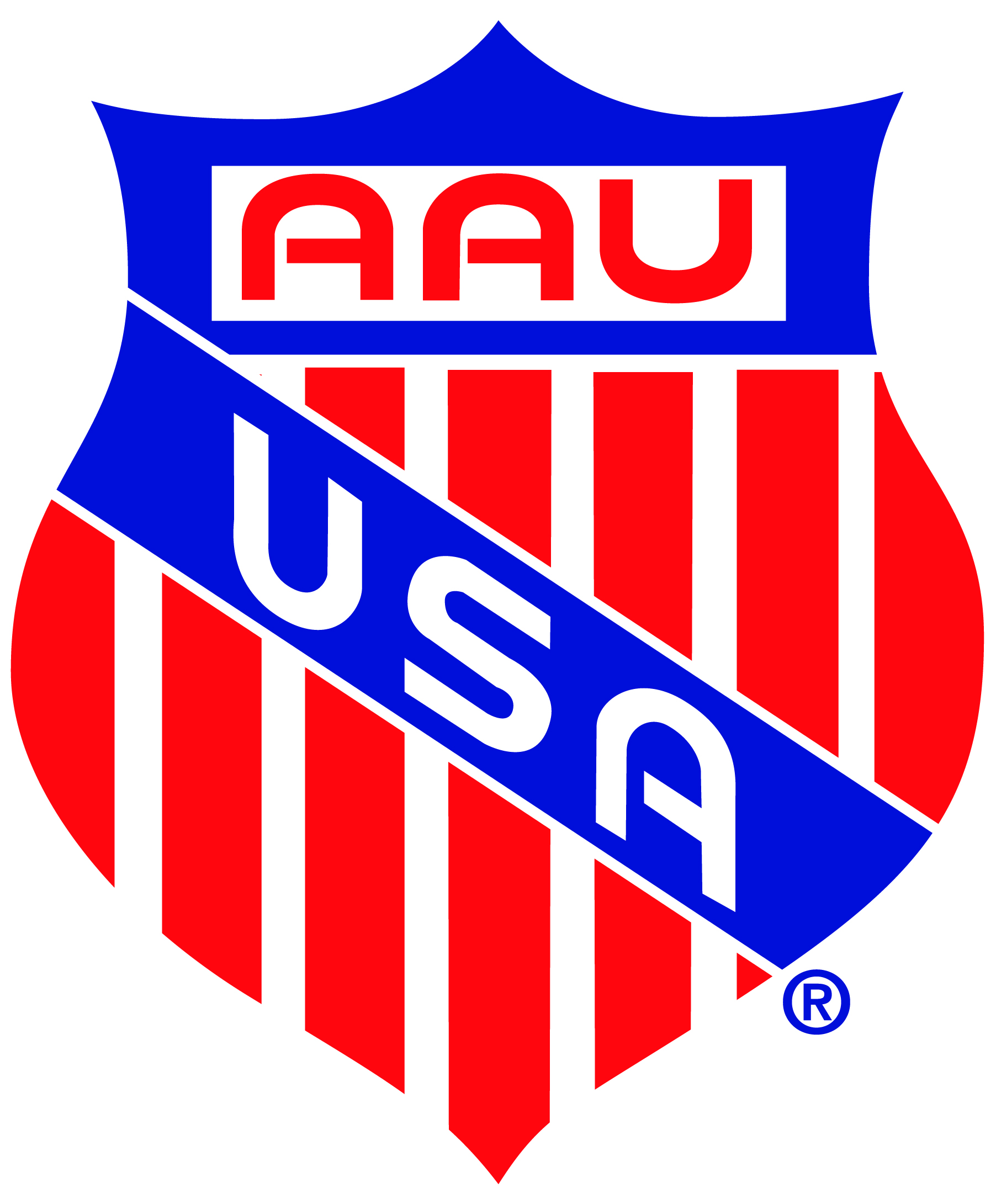
Logo de la AAU

La Amateur Athletic Union (AAU) es una de las más antiguas organizaciones deportivas de los Estados Unidos. Se dedica a la promoción y desarrollo del deporte amateur. Tiene su sede en Lake Buena Vista (Florida).

## Historia
La AAU se fundó en 1888 para establecer los estándares y la uniformidad en el deporte aficionado. Durante sus primeros años de existencia representó a los Estados Unidos ante las federaciones deportivas internacionales. Durante muchos años se involucró en la formación de atletas junto al movimiento olímpico.
Desde 1978 se dedica a la promoción del deporte a nivel local y regional de todas las edades. Su filosofía es Deporte para todos, siempre ("Sports for All, Forever"). Está dividida en 56 distritos regionales, que anualmente desarrollan hasta 34 especialidades deportivas, con 250 campeonatos nacionales y más de 30.000 eventos para todas las edades, que mueven alrededor de medio millón de participantes, además de contar con más de 50.000 voluntarios.